# Heorhij Buszczan
Heorhij Mykołajowycz Buszczan, ukr. Георгій Миколайович Бущан (ur. 31 maja 1994 w Odessie, Ukraina) – ukraiński piłkarz, grający na pozycji bramkarza.

## Kariera piłkarska

### Kariera klubowa
Wychowanek klubów Czornomoreć Odessa i Dynamo Kijów, barwy których bronił w juniorskich mistrzostwach Ukrainy (DJuFL). Karierę piłkarską rozpoczął 29 października 2011 w drużynie młodzieżowej Dynama Kijów w meczu z Tawriją Symferopol (0-1). 20 sierpnia 2017 debiutował w podstawowym składzie kijowskiego klubu w meczu ze Stalą Kamieńskie (4-1).

### Kariera reprezentacyjna
Występował w juniorskich reprezentacjach U-17 i U-19. Od 2014 do 2015 bronił barw młodzieżowej reprezentacjach Ukrainy.
7 października 2020 zadebiutował w reprezentacji Ukrainy w przegranym 1:7 meczu z Francją. Ze względu na pozytywne wyniki testów na koronawirusa ukraińska kadra zagrała w mocno osłabionym składzie, a Buszczan był jedynym zdolnym do gry bramkarzem spośród powołanych, dlatego awaryjnie rezerwowym bramkarzem został Ołeksandr Szowkowski, pełniący funkcję trenera bramkarzy. 13 października 2020 Buszczan po raz kolejny zagrał w reprezentacji, tym razem zachowując czyste konto w wygranym 1:0 meczu z Hiszpanią.

## Sukcesy i odznaczenia

### Sukcesy klubowe
Dynamo Kijów
- wicemistrz Ukrainy: 2017/18, 2018/19
- finalista Pucharu Ukrainy: 2017/18
- zdobywca Superpucharu Ukrainy: 2018/19